# Hans Haußmann
Hans Heinrich Haußmann (30. ožujka 1900. – 1. rujna 1972.) je bivši njemački hokejaš na travi. 
Osvojio je brončano odličje na hokejaškom turniru na Olimpijskim igrama 1928. u Amsterdamu igrajući za Njemačku. Na turniru je odigrao jedan susret. Igrao je u obrani.

## Vanjske poveznice
- Profil na Database Olympics